# Občina Brežice
Občina Brežice s središčem v Brežicah je ena izmed 212 občin v Sloveniji, 14. po vrsti po površini in 13. po številu prebivalcev (2025). Ima nekaj nad 24.000 prebivalcev v 109 naseljih in 20 krajevnih skupnostih. Leži na vzhodu Slovenije ob slovensko-hrvaški državni meji. V njej imata sotočje reki Sava in Krka, vzhodno državno mejo pa predstavlja reka Sotla. Čez občino poteka Avtocesta A2 Ljubljana–Zagreb, katere slovenski del se zaključi na Mednarodnem mejnem prehodu Obrežje, in pa Železniška proga Ljubljana–Dobova–d. m., pravtako z nadaljevanjem proti Zagrebu.
Znana je po največjem slovenskem zdravilišču Termah Čatež, historističnem vodovodnem stolpu, gradu Brežice z največjo viteško dvorano v Sloveniji, v katerem domuje pokrajinski muzej za regijo Posavje, državnem protokolarnem objektu gradu Mokrice in po edinem slovenskem vojaškem Letališču Cerklje ob Krki. V Brežicah deluje tudi regionalna Splošna bolnišnica Brežice z urgentnim centrom ter med drugim Mladinski center Brežice, Gimnazija Brežice, Strokovno izobraževalni center Brežice in Fakulteta za turizem. 
Župan občine je od 1. aprila 2005 Ivan Molan.

## Zgodovina upravne ureditve
V letu, ki je sledilo marčni revoluciji je cesar Franc Jožef izdal Provizorični zakon o občinah, s katerim označujemo začetke lokalne samouprave na Slovenskem. Občine so se na podlagi že s katastri določenih katastrskih občin oblikovale do junija 1850, ko so pričeli z volitvami v občinske zastope. V letu 1862 je bil izdan zakon, ki je bil podlaga za nadaljnje ustvarjanje občinskih volilnih redov, Štajerska (kamor so sodile tudi Brežice) ga je denimo dobila 2. maja 1864. Volilni redi so z manjšimi spremembami ostali v veljavi dokler nova oblast po razpadu Avstro-ogrske, ni vpeljala nove volilne zakonodaje. V letu 1850 se je dežela Štajerska delila na tri okrožja, Graško s sedežem v Gradcu, Bruško, katere središče je bil Bruck na Muri in Mariborsko. V slednjem je živela velika večina slovensko govorečega prebivalstva te dežele, vanj so sodile tudi Brežice. Mariborsko okrožje se je delilo na 6 okrajnih glavarstev, le-ta pa na 20 sodnih okrajev. Eno izmed okrajnih glavarstev je imelo sedež v Brežicah in se je delilo na sodne okraje Brežice, Kozje in Sevnica. Okrajno glavarstvo Brežice je obsegalo 82 občin. V drugi polovici 19. stoletja je avstrijska oblast izvedla več štetij prebivalstva na podlagi katerih lahko pridobimo podatke tudi o Brežicah. V letu 1854 je okraj Brežice štel 15.839 prebivalcev in vključeval 38 občin. Desetletje in pol za tem je okrajno glavarstvo v Brežicah še vedno zajemalo sodne okraje Brežice, Kozje in Sevnico. Sam sodni okraj Brežice pa se je delil na krajevne občine Artiče, Bojsno, Mostec, Gaberje, Globoko, Veliki Obrež, Kapele, Loč, Mihalovec, Pišece, Pleterje, Brežice, Rigonce, Zakot, Sela, Sromlje, Videm in Bizeljsko, ki so skupaj premogle 16.637 prebivalcev. V sodnem okraju Brežice, ki se je delil na mesto in predmestje pa je bivalo skupno 925 posameznikov, in sicer 740 v mestu ter 185 v predmestju. Naslednji popis so izvedli leta 1883, ko je okrajno glavarstvo zajemalo enake sodne okraje in občine kot desetletje pred tem. Sodni okraj Brežice je tedaj štel 17.7223 prebivalcev. V občini Brežice je v mestu bivalo 865 prebivalcev, med katerimi so bili poleg katolikov tudi 2 evangeličana in jud. Kot občevalni jezik je nemščino navedlo 422 posameznikov in slovenščino 388. V predmestju je bivala 131 ljudi, vsi so se izrekli za pripadnike katoliške vere, 76 jih naj bi v večji meri uporabljalo nemški 50 pa slovenski jezik. V zadnjem popisu prebivalstva, ki je bil izveden v 19. stoletju, je na področju okrajnega glavarstva Brežice, ki je še vedno obsegalo enako področje kot pri prejšnjih popisih, prebivalo 48.010 oseb, na področju sodnega okraja Brežice jih je bilo 18.456, v občini, tedaj je obsegala 3,03 km2, pa 1058. Od tega jih je v mestu živelo 899, med njimi sta se dva versko opredelila kot evangeličana. 534 jih je za občevalni jezik navedlo nemščino in 326 slovenščino. V brežiškem predmestju je živelo 159 katolikov, 100 se jih je odločilo za nemški in 59 za slovenski občevalni jezik. Rezultati popisa s konca leta 1900, ko so bile Brežice sedež okrajnega glavarstva, sodnega okraja in občine, kažejo na to da je v mestu samem živelo 1.164, v predmestju pa 180 oseb. V prvem je bilo 1157 katoličanov in 7 evangeličanov, v drugem pa so bili vsi rimokatoliške veroizpovedi. V obeh je prevladoval nemški občevalni jezik (mesto 647, predmestje 76 govorcev), ki mu je sledila slovenščina (mesto 351 in predmestje 40). Zadnji popis, ki ga je v Brežicah izvedla avstrijska oblast je bil 1910. Brežice so bile še vedno sedež političnega okraja, sodnega okraja in krajevne občine, ki je sedaj obsegala 159 ha, na katerih je prebivalo 1269 oseb. Med njimi je bilo 1235 katolikov, 32 evangeličanov, pri dveh posameznikih pa je bil podatek vpisan v kategorijo ostalo. Še vedno je kot občevalni jezik pred slovenščino prednjačila nemščina, ki je s 777 osebami prehitela 433 govorcev slovenskega jezika.
V kratkem obdobju po razpadu Avstro-ogrske sta območje večine današnje Republike Slovenije, in tudi Brežic, nadzorovala Narodna vlada za Slovenijo in nato Deželna vlada za Slovenijo. Z vidovdansko ustavo (28. junij 1921) je bila uvedena delitev države na 33 oblasti. Na področju, ki danes sodi v Republiko Slovenijo sta bili ustanovljeni Mariborska in Ljubljanska oblast. V načrtu je bila delitev oblasti na okrožja, sreze in občine, vendar delitev na okrožja v praksi ni bila izpeljana. V letu 1926 je kralj Aleksander razveljavil vidovdansko ustavo in uvedel diktaturo. Tri leta po uvedbi diktature je bila izvedena nova upravna razdelitev države, ki se je sedaj namesto na oblasti delila na banovine. Število banovin je bilo znatno nižje od števila oblasti, bilo jih je 9 in status banovine pa je imela tudi prestolnica Beograd. Večina slovensko govorečega prebivalstva je po novi razdelitvi živela v Dravski banovini, katere sedež je bila Ljubljana. Brežice so v skladu z v vidovdanski ustavi zapisano delitvijo države na oblasti pripadle Ljubljanski oblasti in se tako odtegnile dotedanji upravni povezanosti s večino preostalega dela Spodnje Štajerske, ki je po novi ureditvi sodila v Mariborsko oblast. Brežice so s sodnim okrajem Sevnica tvorile skupen srez. V okraju Brežice je tedaj prebivalo 48.431 oseb. Obsegal je 58 občin, med njimi tudi občino Brežice, ki je tedaj štela 1.138 prebivalcev. V letu 1929 je srez Brežice postal sedež združene zdravstvene občine, ki je vključevala občine Bizeljsko, Brežice, Planina, Rajhenburg (danes Brestanica) in Sevnica. Iz nje se je leta 1931 izločila upravna občina Cerklje ob Krki, ki je prešla pod Združeno zdravstveno občine Krško. Štiri leta za tem pa je bila občina Planina vključena v združeno zdravstveno občino Šmarje pri Jelšah. V letu 1930 pa so Brežice postale sedež še enega odbora, ki je bdel nad pomembnim področjem samouprave in sicer, cestnega odbora v območju brežiškega sreza. V letu 1931 so jugoslovanske oblasti izvedle popis prebivalstva, s katerim je bilo ugotovljeno, da je na območju občine Brežice tedaj bivalo 1.229 oseb. V letu 1933 je bila na območju sreza Brežice izvedena komasacija občin, število občin je s 33 padlo na 16, vendar je občina Brežice tedaj ostala nespremenjena. Nekatere ozemeljske spremembe so bile uvedene v letu 1937, ko so katastrske občine Cerina, Čatež, Globočinca, Koritno, Velika Dolina in Bregana ter upravni občini Čatež in Velika Dolina iz območja davčne uprave Krško prešle pod davčno upravo v Brežicah, in sta se občina Brežice in Brežice – okolica spojili v enotno občino s sedežem v Brežicah. V letu 1937 je izšel Leksikon Dravske banovine, ki nam o Brežicah prinaša sledeče podatke: srez se Brežice je raztezal na 407 km2 in po podatkih ljudskega štetja iz leta 1931 nudil dom 35.342 prebivalcem. Obsegal je občine Artiče, Bizeljsko, Blanca, Brežice-mesto, Brežice-okolica, Dobova, Globoko, Kapele, Pišece, Rajhenburg, Senovo, Sevnica, Sromlje, Videm, Zabukovje in Zdole. Občina Brežice-mesto je imela 1229 prebivalcev. V njej so imeli sedež sresko načelstvo, sresko sodišče, davčna uprava, občina, pošta, zdravstveni okoliš, žandarska postaja, oddelek finančne kontrole in župnija. V občini so bile tudi narodna šola, državna meščanska šola, v kraju je imel sedež Krajevni šolski odbor. V Brežicah je stala obča javna bolnica. V mestu so imela svoje prostore različna poklicna združenja (Združenje trgovcev za srez Brežice, Kolektivno združenje obrtnikov za srez Brežice, Združenje čevljarjev, Združenje krojačev, Združenje trgovec za srez Brežice, Skupno združenje mlinarjev in žagarjev) in društva (SKJ z godbenim odsekom in gledališkim odrom, JS, UJU, RK, Strelsko društvo, Udruženje četnikov, Prosvetno, Pevsko, PCMD, Gasilsko društvo, Šola in dom. V kraju so delovali 4 zdravniki, 2 lekarni 3 advokati in notar. Mesto je imelo vodovod in električno razsvetljavo. V občini Brežice-okolica, katere sedež je bil v vasi Št. Lenart, je prebivalo 2000 občanov. Obsegala je sledeče vasi: Brezina (tukaj tudi brežiška železniška postaja), Bukošek, Cundrovec, Črnc, Št. Lenart, Trnje, Zakot in Zverinjak. V letu 1939 je bil objavljen splošni pregled Dravske banovine, ki ga je sestavil statistični urad v Zagrebu. V njem so objavljeni podatki o okraju Brežice, ki je meril 470,33 km2, imel je 39.375 prebivalcev, obsegal pa je 18 občin. Ena izmed njih je bila tedaj že enotna občina Brežice, ki se je razprostirala na 19,95 km2 in je imela 3271 prebivalcev.
V času druge svetovne vojne so bile Brežice z okolico del nemškega zasedbenega območja, ki se je delilo na Spodnjo Koroško in Spodnjo Štajersko. Slednja, pripadale so ji tudi Brežice, se je delila na pet okrožij. Središče enega izmed teh okrožij so bile Brežice. Širše brežiško območje je bilo predvideno za načrtno naselitev Kočevskih Nemcev, zato je bil velik del prebivalstva tega področja izseljen v Srbijo, Nemčijo pa tudi drugam.
V prvem obdobju po 2. svetovni vojni (do sprejema ustave v l. 1963) je bilo spreminjanje lokalnih teritorialnih enot pogosto. Že v septembru leta 1945 je bil sprejet Zakon o upravni razdelitvi federalne Slovenije, ki je predvideval delitev na 5 okrožij, 28 okrajev in 1583 krajev. Po tej upravni razdelitvi so Brežice sodila v okraj Krško, ki je bil del novomeškega okrožja. Že v naslednjem letu sta bila sprejeta Ustava Federativne ljudske republike Jugoslavije in Splošni zakon o ljudskih odborih. Z njima je bila podana podlaga za novo konstrukcijo države, ki je temeljila na ljudskih odborih. Ti so obstajali na nivoju krajev, okrajev, mestnih četrti, mest, okrožij in oblasti. V istem letu je bil potrjen tudi Zakon o razdelitvi Ljudske republike Slovenije, ki je uzakonil njeno delitev na okrožji. Brežice so po tej delitve ostale znotraj novomeškega okrožja in znotraj okraja Krško. V matičnem okolišu Brežice pa si tedaj delovali 4 krajevni ljudski odbori. V letu 1947 so bila z Ustavo Ljudske republike Slovenije odpravljena okrožja. Le leto za tem je bil sprejet nov Zakon o upravni razdelitvi Ljudske republike Slovenije, ki je predvideval upravno delitev na glavno mesto Ljubljana in okraje (29), ki so jim bili podrejeni kraji (1264). Brežice so tako sodile v Ljudsko republiko Slovenijo, okraj Krško in kraja Brežice in Brežice okolica. V tistem letu je bil izveden popis prebivalstva, v katerem izvemo, da je v kraju Brežice bivalo 1.349, v kraju Brežice okolica pa 2.223 občanov. Že v letu 1949 je bila ponovno uvedena nova upravna enota, tokrat so bile to oblasti. Na področju Slovenije so bile Primorska, katere sedež je postala Postojna, Goriška, Mariborska in Ljubljanska. Brežice so sodile v slednjo. Ta stopnja uprava pa se je obdržala le do leta 1951. Z Zakonom o razdelitvi iz leta 1952 je bil v upravni sistem uveden pojem občina, ki je nadomestil kraj. Brežice so bile v tem času mestna občina s 4.281 prebivalci, ki se je nahajala v okviru okraja Krško. V letu 1953 je bil izveden popis prebivalstva, pri katerem so pridobili podatke, da je na območju občine Brežice v113 naseljih prebivalo 25.754 ljudi, od tega pa le 1.823 v mestu samem. Leto 1955, ko so bili sprejeti Splošni zakon o ureditvi občin in okrajev, Zakon o pristojnostih občinskih in okrajnih ljudskih odborov in Uredba o pristojnosti h občinskih in okrajnih ljudskih odborov in njihovih pristojnostih, velja za čas vzpostavitve komunalnega sistema. V tej razdelitvi so Brežice zamenjale okraj, sedaj so s preostalimi posavskimi občinami sodile pod Okraj Trbovlje. Občina Brežice je tedaj štela 26.000 prebivalcev, kar je bilo daleč največje število prebivalcev na občino v okraju. V tem času se je zgodilo tudi nekaj sprememb na brežiški upravni ravni. Naselje Črnec se je preimenovalo v Črnc in Gornji Lenart je bil razglašen za samostojno naselje znotraj katastrske občine Št. Lenart. Junija 1955 je bil ustanovljen zdravstveni dom v Brežicah, ki je s svojim delovanjem pričel v mesecu avgustu. V drugi polovici petdesetih let je sledilo več sprememb zakona, enoten trend pa je bil postopno zmanjševanje števila okrajev in občin. Tako so ob koncu ostali okraji Celje, Gorica, Koper, Kranj, Ljubljana, Maribor, Murska Sobota in Novo mesto. Brežice so sodile v slednjega. Nov popis je bil izveden v letu 1961. Med prebivalstvo občine Brežice je bilo v letu 1961 prištetih 24.584 posameznikov, mesto pa je imelo zgolj 1.349 prebivalcev. V letu 1971 je bil opravljen popis prebivalstva v katerem je zabeležen podatek, da je občina Brežice imela takrat 24.870 prebivalcev, le 3.274 pa jih je bivalo v mestu Brežice. V sredini sedemdesetih let je bil sprejeta nova ustava. Občina je ostajala temeljna teritorialna enota. V letu 1974 se je povečal delokrog krajevnih skupnosti, te naj bi opravljale naj bi opravljali komunalne, socialne, vzgojne, kulturne, zdravstvene in društvene dejavnosti. V občini Brežice jih je bilo 19: Artiče, Bizeljsko, Brežice, Cerklje ob Krki, Čatež ob Savi, Dobova, Globoko, Jesenice na Dolenjskem, Kapele, Krška vas, Mrzla vas, Pišece, Rečice – Križe, Skopice, Sromlje, Šentlenart, Velika Dolina, Velike Malence, Zakot – Bukošek – Trnje. V letu 1980 je bilo na področju Socialistične republike Slovenije 65 občin. V brežiški občini, je po podatkih iz popisa prebivalstva, ki je bil opravljen v letu 1981 stanovalo 25.732, od tega 4.043 v mestu Brežice.
Po osamosvojitvi je nova oblast želela izpeljati spremembe lokalne samouprave v smer »klasične lokalne samouprave« evropskega tipa. Glavna sprememba glede na prejšnji sistem naj bi bila ločnica med državno oblastjo in lokalno samoupravo. Občina Brežice, ki je v letu 1994 obsegala 268 km2 in imela po podatkih popisa, ki je bil izveden leto poprej, 24.875 prebivalcev je zadostila zakonsko podanim pogojem. V letu 1999 je bil sprejet Zakon o spodbujanju skladnega regionalnega razvoja, ki je uveljavil novo teritorialno kategorijo – statistične regije. V Republiki Sloveniji jih je 12, Brežice sodijo v Spodnjesavsko regijo. Občina si je prizadevala pridobiti status mestne občine. Vlada Republike Slovenije je 2. julija 2009 zavrnila ta predlog in ostalih 9 občin, ker niso izpoljnjevale dveh pogojev: najmanj 20.000 prebivalcev in 15.000 delovnih mest. Nihanju števila prebivalstva v občini Brežice je možno slediti od osamosvojitve dalje. Leta 1991 je bil izveden popis, s katerim je bilo ugotovljeno, da je na področju občine bivalo 24.743 posameznikov, v mestu pa jih je bivalo 6.862. V letu 1997 je v 109 naseljih brežiške občine prebivalo 24.520 oseb. V prvem popisu iz novega tisočletja je razvidno, da število prebivalcev občine nekoliko upadlo, takrat jih je bilo 23.253. Ta številka je za približno 1000 povečala do popisa leta 2011, ko je v celotni občini bivalo 24.301 oseb, v mestu pa 6.573. Po najnovejših podatkih, ki so na voljo na spletni strani Statističnega urada Slovenije pa občina Brežice šteje 24.086 prebivalcev.

## Prebivalstvo
Ob popisu leta 2001 je bila slovenščina materni jezik 20718 (89,1 %) občanom, hrvaščina 1423 (6,1 %) osebam, srbščina pa 157 (0,7 %) osebam. Neznano je za 524 (2,3)% oseb. 15639 ali 67,3 % je rimokatoličanov.

## Nagrade in priznanja
- 2023: Steletovo priznanje za revitalizacijo in popularizacijo kulturnega spomenika Vodovodni stolp Brežice (EŠD 7131)[27]
- 2024: Valvasorjevo častno priznanje za celostno prenovo Vodovodnega stolpa Brežice in vzpostavitev centra za obiskovalce[28]

## Naselja
| Slika                     | Naselje                  | Površina (km2) | Prebivalci (1. 1. 2025) | Krajevna skupnost                                              |
| ------------------------- | ------------------------ | -------------- | ----------------------- | -------------------------------------------------------------- |
| Klikni za spremembo slike | Arnovo selo              | 2,9            | 298                     | Artiče                                                         |
| Klikni za spremembo slike | Artiče                   | 2,08           | 341                     | Artiče                                                         |
| Klikni za spremembo slike | Bizeljska vas            | 1,38           | 45                      | Bizeljsko                                                      |
| Klikni za spremembo slike | Bizeljsko                | 10,271         | 698                     | Bizeljsko                                                      |
| Klikni za spremembo slike | Blatno                   | 3,53           | 132                     | Pišece                                                         |
| Klikni za spremembo slike | Bojsno                   | 4,83           | 208                     | Globoko                                                        |
| Klikni za spremembo slike | Boršt                    | 0,9            | 140                     | Cerklje ob Krki                                                |
| Klikni za spremembo slike | Bračna vas               | 0,62           | 46                      | Bizeljsko                                                      |
| Klikni za spremembo slike | Brezje pri Bojsnem       | 1,65           | 70                      | Globoko                                                        |
| Klikni za spremembo slike | Brezje pri Veliki Dolini | 2,37           | 86                      | Velika Dolina                                                  |
| Klikni za spremembo slike | Brezovica na Bizeljskem  | 1,44           | 101                     | Bizeljsko                                                      |
| Klikni za spremembo slike | Brežice                  | 8,899          | 6867                    | Brežice, Šentlenart, Zakot-Bukošek-Trnje                       |
| Klikni za spremembo slike | Brvi                     | 0,38           | 46                      | Cerklje ob Krki                                                |
| Klikni za spremembo slike | Bukošek                  | 5,87           | 307                     | Zakot-Bukošek-Trnje                                            |
| Klikni za spremembo slike | Bukovje                  | 2,41           | 64                      | Bizeljsko                                                      |
| Klikni za spremembo slike | Bušeča vas               | 1,21           | 146                     | Cerklje ob Krki                                                |
| Klikni za spremembo slike | Cerina                   | 1,13           | 159                     | Čatež ob Savi                                                  |
| Klikni za spremembo slike | Cerklje ob Krki          | 1,66           | 256                     | Cerklje ob Krki                                                |
| Klikni za spremembo slike | Cirnik                   | 3,87           | 118                     | Velika Dolina                                                  |
| Klikni za spremembo slike | Cundrovec                | 1,9            | 129                     | Šentlenart                                                     |
| Klikni za spremembo slike | Curnovec                 | 3,36           | 164                     | Sromlje                                                        |
| Klikni za spremembo slike | Čatež ob Savi            | 5,44           | 405                     | Čatež ob Savi                                                  |
| Klikni za spremembo slike | Čedem                    | 0,83           | 10                      | Mrzlava vas                                                    |
| Klikni za spremembo slike | Črešnjice pri Cerkljah   | 1,16           | 234                     | Cerklje ob Krki                                                |
| Klikni za spremembo slike | Dečno selo               | 4,35           | 305                     | Artiče                                                         |
| Klikni za spremembo slike | Dednja vas               | 2,69           | 171                     | Pišece                                                         |
| Klikni za spremembo slike | Dobeno                   | 4,11           | 63                      | Čatež ob Savi                                                  |
| Klikni za spremembo slike | Dobova                   | 2,54           | 709                     | Dobova                                                         |
| Klikni za spremembo slike | Dolenja Pirošica         | 1,2            | 84                      | Cerklje ob Krki                                                |
| Klikni za spremembo slike | Dolenja vas pri Artičah  | 0,97           | 93                      | Artiče                                                         |
| Klikni za spremembo slike | Dolenje Skopice          | 2,05           | 207                     | Skopice                                                        |
| Klikni za spremembo slike | Dramlja                  | 2,01           | 62                      | Bizeljsko                                                      |
| Klikni za spremembo slike | Drenovec pri Bukovju     | 1,9            | 133                     | Bizeljsko                                                      |
| Klikni za spremembo slike | Dvorce                   | 0,61           | 127                     | Čatež ob Savi                                                  |
| Klikni za spremembo slike | Gabrje pri Dobovi        | 0,92           | 221                     | Dobova                                                         |
| Klikni za spremembo slike | Gaj                      | 0,55           | 36                      | Velika Dolina                                                  |
| Klikni za spremembo slike | Gazice                   | 2,43           | 163                     | Cerklje ob Krki                                                |
| Klikni za spremembo slike | Globočice                | 2,61           | 80                      | Mrzlava vas                                                    |
| Klikni za spremembo slike | Globoko                  | 4,32           | 321                     | Globoko                                                        |
| Klikni za spremembo slike | Glogov Brod              | 1,05           | 117                     | Artiče                                                         |
| Klikni za spremembo slike | Gorenja Pirošica         | 1,79           | 124                     | Cerklje ob Krki                                                |
| Klikni za spremembo slike | Gorenje Skopice          | 4,98           | 176                     | Skopice                                                        |
| Klikni za spremembo slike | Gornji Lenart            | 7,26           | 226                     | Šentlenart, Artiče (št. 61−74)                                 |
| Klikni za spremembo slike | Gregovce                 | 0,42           | 49                      | Bizeljsko                                                      |
| Klikni za spremembo slike | Hrastje pri Cerkljah     | 1,96           | 135                     | Cerklje ob Krki                                                |
| Klikni za spremembo slike | Izvir                    | 1,83           | 13                      | Cerklje ob Krki                                                |
| Klikni za spremembo slike | Jereslavec               | 3,81           | 137                     | Kapele                                                         |
| Klikni za spremembo slike | Jesenice                 | 1,29           | 221                     | Jesenice na Dolenjskem                                         |
| Klikni za spremembo slike | Kamence                  | 0,62           | 13                      | Mrzlava vas                                                    |
| Klikni za spremembo slike | Kapele                   | 2,03           | 208                     | Kapele                                                         |
| Klikni za spremembo slike | Koritno                  | 3,97           | 97                      | Velika Dolina                                                  |
| Klikni za spremembo slike | Kraška vas               | 0,96           | 26                      | Mrzlava vas                                                    |
| Klikni za spremembo slike | Križe                    | 4,43           | 124                     | Križe                                                          |
| Klikni za spremembo slike | Krška vas                | 3,61           | 506                     | Krška vas                                                      |
| Klikni za spremembo slike | Laze                     | 0,65           | 46                      | Velika Dolina                                                  |
| Klikni za spremembo slike | Loče                     | 0,65           | 177                     | Dobova                                                         |
| Klikni za spremembo slike | Mala Dolina              | 0,31           | 103                     | Velika Dolina                                                  |
| Klikni za spremembo slike | Mali Cirnik              | 1,26           | 0                       | Čatež ob Savi                                                  |
| Klikni za spremembo slike | Mali Obrež               | 1,08           | 131                     | Dobova                                                         |
| Klikni za spremembo slike | Mali Vrh                 | 2,92           | 288                     | Globoko                                                        |
| Klikni za spremembo slike | Mihalovec                | 2,57           | 306                     | Dobova                                                         |
| Klikni za spremembo slike | Mostec                   | 2,24           | 215                     | Dobova                                                         |
| Klikni za spremembo slike | Mrzlava vas              | 2,13           | 194                     | Mrzlava vas                                                    |
| Klikni za spremembo slike | Nova vas ob Sotli        | 1,3            | 58                      | Bizeljsko                                                      |
| Klikni za spremembo slike | Nova vas pri Mokricah    | 0,4            | 224                     | Jesenice na Dolenjskem                                         |
| Klikni za spremembo slike | Obrežje                  | 2,54           | 355                     | Jesenice na Dolenjskem                                         |
| Klikni za spremembo slike | Oklukova Gora            | 1,24           | 65                      | Sromlje                                                        |
| Klikni za spremembo slike | Orešje na Bizeljskem     | 2,86           | 196                     | Bizeljsko                                                      |
| Klikni za spremembo slike | Pavlova vas              | 3,84           | 222                     | Pišece                                                         |
| Klikni za spremembo slike | Pečice                   | 3,11           | 88                      | Pečice                                                         |
| Klikni za spremembo slike | Perišče                  | 0,35           | 22                      | Velika Dolina                                                  |
| Klikni za spremembo slike | Piršenbreg               | 3,84           | 255                     | Globoko                                                        |
| Klikni za spremembo slike | Pišece                   | 4,25           | 337                     | Pišece                                                         |
| Klikni za spremembo slike | Podgorje pri Pišecah     | 6,42           | 185                     | Pišece                                                         |
| Klikni za spremembo slike | Podgračeno               | 0,47           | 33                      | Jesenice na Dolenjskem                                         |
| Klikni za spremembo slike | Podvinje                 | 1,66           | 124                     | Kapele                                                         |
| Klikni za spremembo slike | Ponikve                  | 5,24           | 115                     | Velika Dolina                                                  |
| Klikni za spremembo slike | Poštena vas              | 0,58           | 50                      | Cerklje ob Krki                                                |
| Klikni za spremembo slike | Prilipe                  | 1,67           | 84                      | Čatež ob Savi                                                  |
| Klikni za spremembo slike | Račja vas                | 1,22           | 99                      | Cerklje ob Krki                                                |
| Klikni za spremembo slike | Rajec                    | 1,26           | 75                      | Velika Dolina                                                  |
| Klikni za spremembo slike | Rakovec                  | 0,99           | 45                      | Kapele                                                         |
| Klikni za spremembo slike | Ribnica                  | 2              | 116                     | Jesenice na Dolenjskem (št. 1–21), Velika Dolina (št. 21 g–37) |
| Klikni za spremembo slike | Rigonce                  | 1,55           | 152                     | Dobova                                                         |
| Klikni za spremembo slike | Sela pri Dobovi          | 7,319          | 581                     | Dobova                                                         |
| Klikni za spremembo slike | Silovec                  | 1,29           | 42                      | Sromlje                                                        |
| Klikni za spremembo slike | Slogonsko                | 2,74           | 174                     | Kapele                                                         |
| Klikni za spremembo slike | Slovenska vas            | 2,05           | 195                     | Jesenice na Dolenjskem                                         |
| Klikni za spremembo slike | Sobenja vas              | 1,4            | 129                     | Čatež ob Savi                                                  |
| Klikni za spremembo slike | Spodnja Pohanca          | 0,57           | 127                     | Artiče                                                         |
| Klikni za spremembo slike | Sromlje                  | 2,5            | 117                     | Sromlje                                                        |
| Klikni za spremembo slike | Stankovo                 | 0,6            | 7                       | Mrzlava vas                                                    |
| Klikni za spremembo slike | Stara vas - Bizeljsko    | 4,47           | 209                     | Bizeljsko                                                      |
| Klikni za spremembo slike | Stojanski Vrh            | 2,26           | 62                      | Cerklje ob Krki                                                |
| Klikni za spremembo slike | Trebež                   | 2,02           | 272                     | Artiče                                                         |
| Klikni za spremembo slike | Velika Dolina            | 0,68           | 141                     | Velika Dolina                                                  |
| Klikni za spremembo slike | Velike Malence           | 4,08           | 326                     | Velike Malence                                                 |
| Klikni za spremembo slike | Veliki Obrež             | 3,61           | 279                     | Dobova                                                         |
| Klikni za spremembo slike | Vinji Vrh                | 1,16           | 61                      | Cerklje ob Krki                                                |
| Klikni za spremembo slike | Vitna vas                | 1,61           | 43                      | Bizeljsko                                                      |
| Klikni za spremembo slike | Volčje                   | 3,14           | 104                     | Sromlje                                                        |
| Klikni za spremembo slike | Vrhje                    | 1,15           | 230                     | Kapele                                                         |
| Klikni za spremembo slike | Vrhovska vas             | 1,4            | 78                      | Cerklje ob Krki                                                |
| Klikni za spremembo slike | Zasap                    | 2,19           | 44                      | Cerklje ob Krki                                                |
| Klikni za spremembo slike | Zgornja Pohanca          | 3,04           | 99                      | Sromlje                                                        |
| Klikni za spremembo slike | Zgornji Obrež            | 0,59           | 168                     | Artiče                                                         |
| Klikni za spremembo slike | Žejno                    | 1,3            | 129                     | Čatež ob Savi                                                  |
| Klikni za spremembo slike | Župeča vas               | 1,93           | 205                     | Cerklje ob Krki                                                |
| Klikni za spremembo slike | Župelevec                | 6,06           | 203                     | Kapele                                                         |

## Sosednje občine
- Občina Krško
- Občina Kozje
- Občina Bistrica ob Sotli

Na Hrvaškem (od severa proti jugu):
- Mesto Klanjec
- Občina Kraljevec na Sutli
- Občina Dubravica
- Občina Marija Gorica
- Občina Brdovec
- Mesto Samobor